# Aristias pacificus
Aristias pacificus is een vlokreeftensoort uit de familie van de Aristiidae. De wetenschappelijke naam van de soort is voor het eerst geldig gepubliceerd in 1936 door Schellenberg.